# Erfurt–Lipcse/Halle nagysebességű vasútvonal
Az új Erfurt–Lipcse/Halle nagysebességű vasútvonal egy nagysebességű vasútvonal Erfurt és Lipcse között. Halle an der Saale a projekt részét képező Planena-Halle-Ammendorf vonalon (VzG 6394-es vonal) keresztül kapcsolódik.
A 8.2. számú német egységvasúti közlekedési projekt (VDE 8.2) részeként a VDE 8 átfogó projekt részét képezi, továbbá a Berlin-München nagysebességű összeköttetés, valamint a transzeurópai hálózatok 1. számú tengelyének (Berlin-Verona-Palermo) és a Drezda és Frankfurt am Main közötti kelet-nyugati tengelynek egy szakasza. Észak felé a már korszerűsített Berlin-Halle vagy Lipcse (VDE 8.3) vasútvonalak, dél felé pedig a 2017 decemberében üzembe helyezett Nürnberg-Erfurt (VDE 8.1) nagysebességű vasútvonal csatlakozik. Az üzembe helyezést követően a München és Berlin közötti utazási idő a leggyorsabb járatok esetében alig négy órára csökkent.
A tervezési sebesség nagyrészt 300 km/h, a Halle felé vezető elágazáson 160 km/h. A 123 kilométer hosszú nagysebességű vonalból 15,4 kilométert három alagútban, további 14,4 kilométert pedig az útvonal hat viaduktja tesz ki. A Saale-Elster viadukt mintegy 6465 méteres hosszával Németország leghosszabb hídszerkezete, az Unstrut viadukt pedig 2668 méterével Németország második leghosszabb vasúti hídja.
A vonalon 2015. december 13-án kezdődött meg a menetrendszerű közlekedés, amelynek köszönhetően az Erfurt és Lipcse közötti 121 kilométeres szakaszon 70 percről 43 percre, az Erfurt és Halle közötti 92 kilométeres szakaszon pedig 75 percről 34 percre csökkent az ICE menetideje.